# Hyalonema (Cyliconema) conqueror
Hyalonema (Cyliconema) conqueror is een sponssoort in de taxonomische indeling van de glassponzen (Hexactinellida). De spons leeft diep in zee. Het skelet van de spons bestaat uit spicula van kiezel.
De spons behoort tot het geslacht Hyalonema en behoort tot de familie Hyalonematidae. De wetenschappelijke naam van de soort werd voor het eerst geldig gepubliceerd in 2009 door Tabachnick, Menshenina, Lopes & Hajdu.